# Brad Bufanda
Brad Bufanda (właściwie Fred Joseph Bufanda III; ur. 4 maja 1983 w Upland w Kalifornii, zm. 1 listopada 2017 w Los Angeles) – amerykański aktor, najbardziej znany z roli Felixa Toombsa w serialu telewizyjnym Weronika Mars, a także z własnych internetowych filmów wideo.

## Kariera
Zawodową karierę aktorską rozpoczął w 1994 roku, grając w niezależnym filmie akcji Pocket Ninjas. W telewizji po raz pierwszy pojawił się później tego samego roku jako Hero Boy w reklamie Skechers. W wieku 12 lat zagrał w odcinku weekendowej antologii serialowej telewizji ABC pt. The Secret of Lizard Woman. Uczęszczając do szkoły średniej, wystąpił w serialach ABC Roseanne i Hangin’ with Mr. Cooper.
Później zagrał w wielu serialach telewizyjnych, w tym w produkcji CBS CSI: Miami, Malcolm in the Middle od Fox, Even Stevens stacji Disney Channel i telenoweli NBC Days of Our Lives. U szczytu kariery wcielił się w postać Felixa Toombsa w pierwszych dwóch sezonach serialu Veronica Mars. Zagrał także jedną z głównych ról w serialu erotycznym telewizji Cinemax Co-Ed Confidential (wymieniony w napisach jako Bradley Joseph) w latach 2008–2010.
Podpisany również jako Bradley Joseph, pojawił się w thrillerze psychologicznym Dark Tourist z 2012 roku. Następnie zaliczył kilkuletnią przerwę w działalności zawodowej, po której wrócił na ekran tuż przed śmiercią w 2017 roku, z drugoplanową rolą w komedii akcji Garlic & Gunpowder

## Śmierć
1 listopada 2017 roku popełnił samobójstwo w wieku 34 lat, skacząc z okna swojego mieszkania na osiedlu Park La Brea w Los Angeles. Według biura koronera hrabstwa Los Angeles na miejscu znaleziono list pożegnalny. Notatka, która została znaleziona przy jego ciele lub w jego pobliżu, zawierała imiona jego rodziców i podziękowania dla ważnych osób w jego życiu.

## Filmografia

### Film
| Rok  | Tytuł                   | Rola           | Uwagi                    |
| ---- | ----------------------- | -------------- | ------------------------ |
| 1994 | Pocket Ninjas           | Steve          |                          |
| 1995 | Little Lost Sea Serpent | Tommy Rockwell | direct-to-video          |
| 2004 | A Cinderella Story      | David          |                          |
| 2004 | Debating Robert Lee     | Richard Alanzo |                          |
| 2008 | Stone & Ed              | Carlos         |                          |
| 2012 | Dark Tourist            | Manny          |                          |
| 2017 | Garlic & Gunpowder      | Robert         |                          |
| 2018 | Stan the Man            | Cooper         | premiera po jego śmierci |

### Telewizja
| Rok       | Tytuł                   | Rola                            | Uwagi                                  |
| --------- | ----------------------- | ------------------------------- | -------------------------------------- |
| 1995      | ABC Weekend Specials    | Todd Yazzi                      | odcinek: The Secret of Lizard Woman    |
| 1995      | Roseanne                |                                 | odcinek: The Last Thursday in November |
| 1996      | The Blackberry Inn      | Bradley B                       | n/n liczba odcinków                    |
| 1996      | Hangin’ with Mr. Cooper | Darrin                          | odcinek: The Curse                     |
| 2001      | Emeril                  | The boy                         | odcinek: Halloween                     |
| 2002      | Even Stevens            | Lloyd Offler                    | odcinek: Hutch Boy                     |
| 2002–2003 | Days of Our Lives       | Joe                             | 5 odcinków                             |
| 2002      | Dismissed               | Brad (niewymieniony w napisach) | odcinek: Dismissed at the Circus       |
| 2002      | Birds of Prey           | Tough kid                       | odcinek: Three Birds and a Baby        |
| 2003      | Malcolm in the Middle   | drugi dzieciak                  | odcinek: Long Drive                    |
| 2003      | Miracles                | Jay/Jock                        | odcinek: The Bone Scatterer            |
| 2003      | CSI: Miami              | Brad Dawson                     | odcinek: The Best Defense              |
| 2003      | Boston Public           | Cash                            | odcinek: Chapter Seventy-Two           |
| 2004–2006 | Weronika Mars           | Felix Toombs                    | 10 odcinków                            |
| 2005      | Malcolm in the Middle   | Luger Bob                       | odcinek: Dewey's Opera                 |
| 2008–2010 | Co-Ed Confidential      | Larry                           | sezony 2–4; 38 odcinków                |